# Nuctenea
Nuctenea es un género de arañas araneomorfas de la familia Araneidae. Se encuentra en la zona paleártica.

## Lista de especies
Según The World Spider Catalog 12.0::
- Nuctenea cedrorum (Simon, 1929)
- Nuctenea silvicultrix (C. L. Koch, 1835)
- Nuctenea umbratica (Clerck, 1757)